# 夏川菜々美
夏川 菜々美（なつかわ ななみ）は、日本の女性声優。主にアダルトゲームに声をあてている。

## 出演作品
※ 太字は主役・メインキャラクター

### アダルトゲーム
2001年
- けもの学園（龍美麗）

2002年
- 肢体を洗う（露崎千草）
- コートの中の天使達2 〜ソフトボール編〜（栢園鈴音）
- STAIRS 〜夏のちょっと前〜（空木容）
- 巫女は狂宴の中に（畑山実路）
- Peeping Web（天城玲子）

2003年
- 木漏れ日の並木道（雪桜伊吹）
- 十二人の女教師（奥田真里、岩井希美）
- 魔女っ娘ア・ラ・モード（司書のお姉さん）
- 戦略娘II（ルイーザ）
- フラワーズ（九尾みりん）
- Angel Gather（ジュディ・クリストファー、伊達昌美）
- がくパラ!!（野々村美空）
- 淫乳女子校生・凌辱指導要領（秋野恭子）
- やらせてっ! てぃーちゃー（不二正美）

2004年
- ENSEMBLE 〜舞降る羽のアンサンブル〜（川端友希乃）
- 凌姫 〜淫らに響く復讐の輪舞曲〜（クリス）
- フォーチュンクッキー（鷹弥唯）
- 魔女の贖罪（レナール司祭、ジラン）
- Blaze of Destiny II The beginning of the fate（カナン＝フィス）
- 閉鎖病院 〜戦慄のバイオエロハザード〜（冷花）
- まじれす!! 〜お待たせリトルウィング〜（井沢久美、ミカ・エル）
- ないしょの放課後（白河なみ）
- フォーチュンクッキーセレクト（鷹弥唯）
- 黒炎ライダー ダークシャドー（滝和子、イザベラ）
- 鉄腕がっちゅ!（戦闘員オス5）

2005年
- コスってエイリアン -誘惑のコスプレH-（アクリア）
- おしかけおさなづま^3（赤城香織）
- スキスキおねえちゃん（夏目二葉）
- 愛玩の檻 〜女子校生をつなぐ性の鎖〜（律子）
- エレベーターパニック 〜密室の淫行〜（野宮美佐）
- ないしょのティンティンたいむ（沢田瑠璃）
- 美少女妖怪調伏伝 ぬばたま（飯綱）
- 下半身の壁 〜新・凌辱痴漢地獄（北島紗恵）
- 乳はShock!! 〜パイを取り戻せ!〜（薄靄都貴、網場かすみ）
- 逃亡者 毒島音露 〜柔肌の中に眠れ編〜（住吉敬子）

2006年
- 姦禁 〜18の穴・もう注ぎこまないで!〜（千秋）
- AVキング ADULT VIDEO KING（指導員）
- 淫乳女子校生・凌辱指導要領 Theアニメ（秋野恭子）
- 育ててみりゅ? 〜ぼくとリリスのちょっとふしぎな物語〜（シシリア）
- レーベンスエンデ（十河縁）
- マエバリ帝国の逆襲（組原胡桃）
- 催眠彼女（緋室）
- ハーレム&ハーレム（綾瀬紗那）
- Blue Destiny（ヒルダ）
- Please, Maid Me!（みのり）
- まじかるサマー壊決天使 エグゼキュート（桜ヶ丘香織）
- 故郷の詩（ナタリ）
- ポコゲー 〜触ジャラの塔〜（エレナ）
- 牝姫の虜 〜廃校舎の制服少女〜（天原凛子）
- 淫辱触手電車 降界凌辱編（ゼラキエル）
- 背教学園 〜操られた信仰〜（シスター玲香）
- ポコゲー 〜東方使節団凌辱記〜（久利坂玲）

2007年
- 人妻奴隷計画（秋山沙枝子）
- 家族調教 義母・美紀子編（葛原美紀子）
- 淫辱巫女母娘 〜禁断の交わり〜（白山ミズキ）
- 家族調教 双子義妹・悠&舞編（葛原美紀子）
- 家族調教 義姉・悠美編（葛原美紀子）
- 家族調教 叔母・怜子編（葛原美紀子）
- SYOKUSYULIEN 〜淫獄の大地〜（御是崗麗子）
- 家族調教 最終調教ハーレム編（葛原美紀子）
- 学園調教委員会 〜牝教師淫辱の放課後〜（和佳奈）
- 汁だく接待おかわり一杯目 〜過去の蜜はどんな味?編〜（住吉敬子）
- らくてん 〜この世の楽園?あの世の天国!?〜（村瀬千鶴）
- 必殺痴漢人（シスター玲香）
- 教え子の誘惑 〜家庭教師淫猥レッスン〜（狩野弥恵子）
- マジカルチェンジゆうきくん（吉崎美夏）
- 乱母 〜未亡人母の熟れた肉体〜（女生徒A）

2008年
- 鬼畜の里 〜淫乱義母とヤンデレ妹〜（麻野美香）
- 淫触の辱夢（篠塚美晴）
- エルフ姫ニィーナ 〜受胎蹂躙〜（ミリア）
- 埼狂痴漢電車 〜7人の獲物達〜（麻野美香）
- 淫落の血族 〜禁断の呪縛〜（桐生麗香）

2009年
- 女神凌辱 〜乱交狩人ウルド〜（ウルド）
- 麗辱の館 〜淫緑五姉妹汁姦記〜（霞賀美巴）
- 〜追雌特快〜オウメトッカイ 痴漢電車Iカップ熟妻きょうこ（橘恭子+音声監督）
- 完熟姉妹淫辱痴漢電車 〜囚われた美人姉妹〜（霧原文香）
- 美人妻の痴態 〜兄の妻は俺の嫁〜（大島美弥子）
- 調教志願妻 〜息子に溺れる雌陰の疼き〜（前園ゆかり）

2010年
- 家族監禁 〜愛妻さやか、奈落の底の快楽人形〜（岡辺沙香）
- あなた、見ないで… 〜恥悦奉仕妻みゆき（みゆき）
- ドキドキ痴漢くらぶ 〜ねえ、電車の中でHしよ〜（陣内恵美）
- 令嬢サディスティック 下克上コンスピラシー（宮部咲）
- ぼくらの孕孕スクールライフ 〜クラス全員中出し完了〜（桜郁恵）
- 先生を孕ませよう! 〜ひよこの呪いで透明化する俺!?〜（加賀涼香）
- 女将の湯 〜淫・浴・三・昧〜（香澄）
- 娼母清華 〜背徳の交わり〜（芹沢真理子）
- 人妻ナースの淫落カルテ（井上由美）
- 相姦恥療病棟 〜ナースはママで、女医は叔母（吉川美紗）
- 姦交バスツアー 〜色情に染められた花嫁〜（筒井あずさ）
- 淫母乱乳相姦 〜ボクの精子で、ママを一杯にしてあげる（永瀬志保）
- Bloods 〜淫落の血族2〜（鷺宮葉月）
- ハメドリ近親生活 〜ママ、おむつ穿いてよ!〜（立川美貴）
- 親友の母を目の前で中出し調教 〜オバサン、ドMでしょ?〜（平岡慶子）
- 親友の巨乳ママと中出し性活 〜こんなに射精してちゃ孕んじゃったね（結城琴美）

2011年
- 息子の淫棒に恥悦する母 〜ママを義父には渡さない!（久我原美紀）
- 触祭の都（喜多山智子）
- 母妹催淫恥育 〜こんな俺に疼いて悶えろ!（森本千佳子）
- 姉妹妻牝贄不妊恥療 〜肉棒注射で白濁液を投薬だ!（七沢悠子）
- 母娘催眠 〜オヤコサイミン〜（藤本千奈美）
- 淫獄の筺 〜閉じ込められた美人母娘〜（佐藤このか）
- 愛母乳辱 〜妄執の巨乳責めザンマイ〜（橘香苗）
- 魔法少女フェアリーナイツ（ミダーレ）
- あやまちの密愛 〜夫に言えない義父との淫交（坂崎明日菜）
- 催眠交姦（高里由梨恵）
- インモラル・情母・ハザード（諸永小百合）
- 淫! 辱! ピンクレンジャー!! 〜堕ちた変身ヒロイン〜（アウトサーン）
- ママの屋外羞恥レッスン（宮瀬莉緒）

2012年
- 不可視な愛情 〜透明なボクに感じるママ〜（森崎美弥子）
- 淫蕩情母〜湯けむりに浮かぶ美母の肢体（天海汐里）
- 泡に魅入られた人妻 〜お仕事と割り切っていたはずなのに〜（天道寺朱音）
- 贄女将 〜爆乳女将はみんなの玩具〜（秋川和佐子）
- 大犯盛 〜痴態を曝け出した人妻たち〜（秋山百合美）

2013年
- 父娘の秘密 〜妻に言えない親子…（青木小百合）
- とある家族の寝取られ模様 -家族哀-（八代仁美）
- 美人女教師は、俺に逆らえない 〜眼鏡の奥に秘められた被虐と淫欲〜（青戸玲子）

### 非18禁ゲーム
- 木漏れ日の並木道 〜移り変わる季節の中で〜（雪桜伊吹）

### アダルトアニメ
- 肢体を洗う THE ANIMATION（露崎千草）